# Alantalli
Alantalli (post 1300 a.C. – post 1235 a.C.) è stato un re dello stato arzawa di Mira, vassallo degli Ittiti, nella seconda metà del XIII secolo a.C..
Figlio del re di Mira Kupanta-Kurunta (che era stato nipote per parte di madre del grande sovrano ittita Muršili II), Alantalli ascese al trono alla morte del padre, che deve essere avvenuta attorno al 1250-1240 a.C.
Di questo sovrano abbiamo poche notizie, e quasi tutte provenienti dagli archivi Ittiti.
Dalla cosiddetta Lettera di Millawata, indirizzata dal re ittita Tudhaliya IV al figlio di Alantalli, Tarkasnawa, apprendiamo la sorprendente notizia che dopo quasi un secolo di fedele vassallaggio, proprio sotto Alantalli il regno di Mira si era ribellato, attaccando dei territori ittiti di confine.
Tale episodio risale ai primi anni del regno di Tudhaliya (quindi 1235 ca.), quando il sovrano dovette confrontarsi con una nuova ondata di moti indipendentistici dell'area Arzawa; intervenuto in prima persona, Tudhaliya IV sedò la rivolta e depose Alantalli, sostituendolo con il figlio Tarkasnawa.
Il destino del re deposto è incerto, anche se pochi anni dopo (all'epoca appunto della Lettera di Millawata, 1220 ca.) apprendiamo essere già deceduto, possibilmente anche nel contesto dei fatti legati alla sua rivolta.
Di Alantalli abbiamo anche notizia dai Rilievi di Karabel, bassorilievi fatti incidere proprio da Tarkasnawa e tradotti di recente da Hawkins sul passo montano di Karabel, nella Turchia occidentale, che una volta doveva segnare il confine dello stato di Mira; troviamo incise una serie di personaggi che ricostruiscono l'intera genealogia regale della città.
Nonostante le grandi difficoltà incontrate, Hawkins vi ha inteso leggere nell'ordine: Tarkasnawa, Alantalli, Kupanta-Kurunta e Mashuiluwa, ovvero tutti i nomi dei sovrani di questo regno a noi noti dalla conquista Ittita di Arzawa da parte di Šuppiluliuma I (1345 ca), traduzione che avvalora la teoria che Mashuiluwa sia stato il primo re della dinastia.
Sia nella Lettera di Millawata che nei Rilievi, il nome Alantalli non è chiarissimo, ed esistono dei margini di incertezza sull'esatta dizione.